# Adam Hart
Adam Hart er hovedpersonen i en række fortællinger af Erwin Neutzsky-Wulff. 
Hart er en privatdetektiv med speciale i okkulte mysterier, og arbejder sammen med vennen Victor Janis, hvis dagbøger udgør fortællingerne. 
Hart og Janis er bosiddende i København på den fiktive adresse Sværtegade 13.

## Adam Hart-bøger
- Adam Harts opdagelser (1972)
- Adam Hart og sjælemaskinen (1977)
- Victor Janis & Søn (1977)
- Oiufael (1977)

## Adam Hart-film
- Adam Hart i Sahara (1990)